# Knut Jern
Knut Peter Jern, född 11 februari 1885 i Hallingeberg, död 8 september 1948 i Stockholm, var en svensk skulptör.
Knut Jern utbildade sig vid Konstakademien i Stockholm, samt i Köpenhamn och Italien. Han har utfört porträttbyster för bland annat Stockholms Konserthus och Svenska Akademien av Jonas Love Almqvist, Wilhelm Peterson-Berger, Jean Sibelius och Arturo Toscanini. Jern finns representerad vid bland annat Nationalmuseum, Moderna museet i Stockholm och Kalmar konstmuseum.

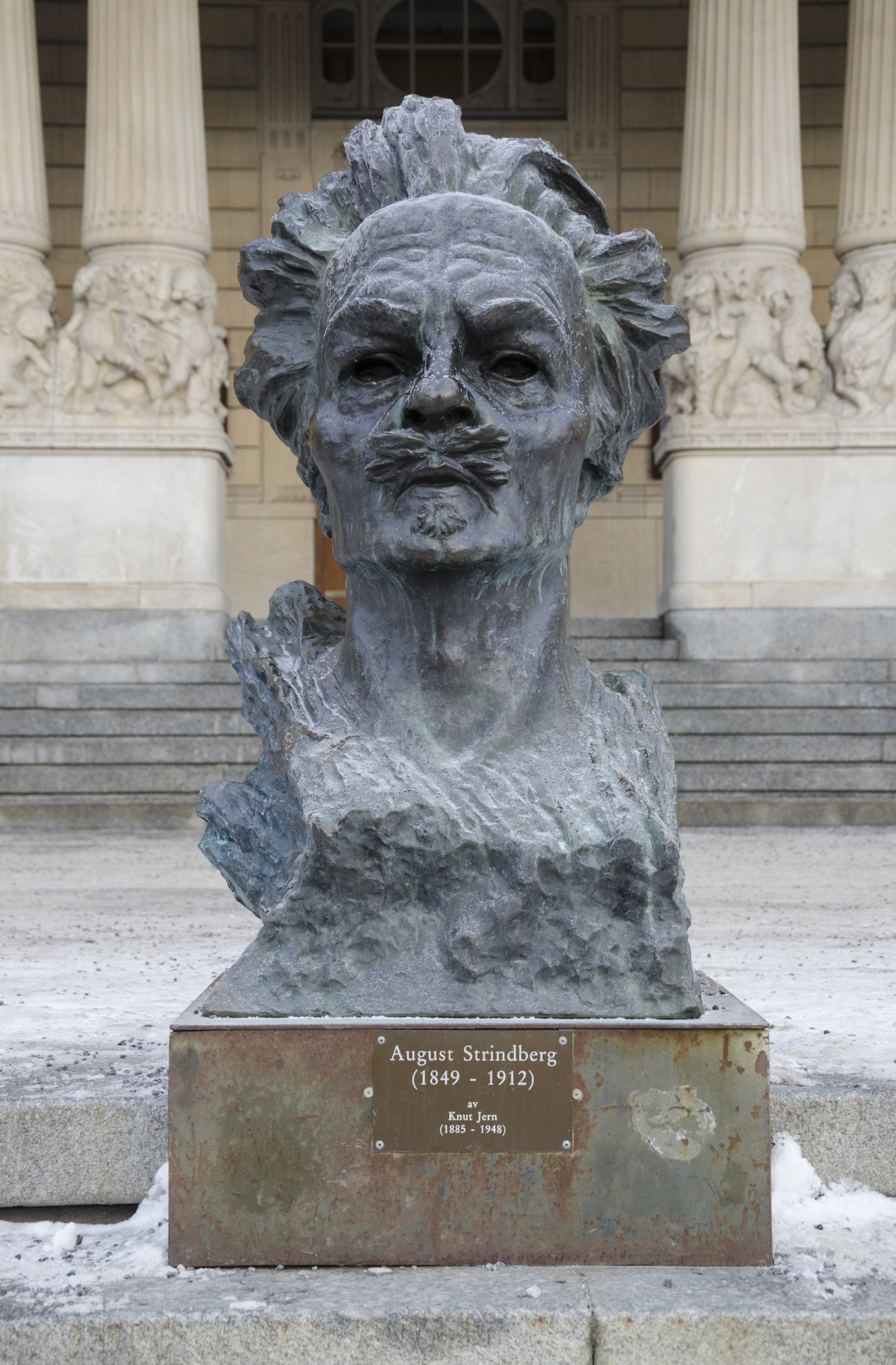
Byst utanför Dramaten i Stockholm.

## Offentliga verk i urval
- Erik Johan Stagnelius (1923), brons, utanför entrén till stadsbiblioteket i Kalmar
- Byst av August Strindberg, Dramaten i Stockholm
- Byst av William Booth, stor upplaga
- Byst av Fredrik Ström (1919) vid Brearedskolan i Simlångsdalen, Halmstads kommun